# Liste der Kardinalskreierungen Clemens’ XI.

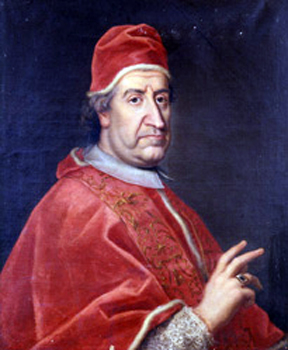
Clemens XI.

Papst Clemens XI. kreierte im Verlauf seines Pontifikates folgende Kardinäle:

## 17. Dezember 1703
- Francesco Pignatelli OTheat

## 17. Mai 1706
- Francesco Martelli
- Giovanni Alberto Badoer
- Lorenzo Casoni
- Lorenzo Corsini (später Papst Clemens XII.)
- Lorenzo Fieschi
- Francesco Acquaviva d’Aragona
- Tommaso Ruffo
- Orazio Filippo Spada
- Filippo Antonio Gualterio
- Giuseppe Vallemani
- Ágost Keresztély
- Rannuzio Pallavicino
- Giandomenico Paracciani
- Alessandro Caprara
- Joseph-Emmanuel de La Trémoille
- Gabriele Filippucci
- Carlo Agostino Fabroni
- Carlo Colonna
- Pietro Priuli
- Nicola Grimaldi

## 7. Juni 1706
- Michelangelo Conti (später Papst Innozenz XIII.)

## 1. August 1707
- Charles Thomas Maillard de Tournon

## 15. April 1709
- Ulisse Giuseppe Gozzadini
- Antonio Francesco Sanvitale

## 23. Dezember 1711
- Annibale Albani

## 18. Mai 1712
- Luigi Pico della Mirandola
- Gianantonio Davia
- Agostino Cusani
- Giulio Piazza
- Antonio Felice Zondadari
- Manuel Arias y Porres
- Giovanni Battista Bussi
- Pier Marcellino Corradini
- Benito de Sala y de Caramany
- Armand Gaston Maximilien de Rohan de Soubise
- Nuno da Cunha e Ataíde
- Wolfgang Hannibal von Schrattenbach
- Luigi Priuli
- Giuseppe Maria Tomasi di Lampedusa Theat.
- Giovanni Battista Tolomei SJ
- Francesco Maria Casini O.F.M.Cap.
- Curzio Origo
- Melchior de Polignac

## 30. Januar 1713
- Benedetto Odescalchi-Erba
- Damian Hugo Philipp von Schönborn-Buchheim

## 6. Mai 1715
- Fabio Olivieri

## 29. Mai 1715
- Henri Pons de Thiard de Bissy
- Innico Caracciolo
- Bernardino Scotti
- Carlo Maria Marini

## 16. Dezember 1715
- Niccolò Caracciolo
- Giovanni Patrizi
- Ferdinando Nuzzi
- Niccolò Spinola

## 15. März 1717
- Giberto Bartolomeo Borromeo

## 12. Juli 1717
- Giulio Alberoni
- Imre Csáky

## 29. November 1719
- Léon Potier de Gesvres
- François de Mailly
- Giorgio Spinola
- Cornelio Bentivoglio
- Thomas Philip Wallrad d’Hénin-Liétard d’Alsace-Boussu de Chimay
- Giovanni Francesco Barbarigo
- Luis Antonio Belluga y Moncada CO
- José Pereira de Lacerda
- Michael Friedrich von Althann
- Giovanni Battista Salerni SJ

## 30. September 1720
- Carlos Borja Centellas y Ponce de León
- Juan Álvaro Cienfuegos Villazón SJ